# Strophopteryx cucullata
Strophopteryx cucullata är en bäcksländeart som beskrevs av Theodore Henry Frison 1934. Strophopteryx cucullata ingår i släktet Strophopteryx och familjen vingbandbäcksländor. Inga underarter finns listade i Catalogue of Life.